# Bogâltin
Bogâltin – wieś w Rumunii, w okręgu Caraș-Severin, w gminie Cornereva. W 2011 roku liczyła 208 mieszkańców. 